# ボニー・ライト
ボニー・ライト（英: Bonnie Wright, 本名: ボニー・フランチェスカ・ライト（Bonnie Francesca Wright）、1991年2月17日 - ）は、イギリスの女優、映画監督。映画『ハリー・ポッター』シリーズのジニー・ウィーズリー役で知られる。

## 略歴
ロンドン生まれ。ジュエリーデザイナーの両親の間に生まれる。ルイスという兄が一人いる。ロンドン芸術大学卒業。
2001年、『ハリー・ポッターと賢者の石』のジニー・ウィーズリー（ロン・ウィーズリーの妹）役でデビュー。ジニーは1作目の『賢者の石』では、ストーリーには関係のない脇役であったが、シリーズが進むにつれ登場場面も増え、6作目の『ハリー・ポッターと謎のプリンス』以降は重要な役となっている。それに伴い、ライト自身も注目されるようになった。
2012年、大学の卒業制作として撮影した短編映画『Separate We Come, Separate We Go』がカンヌ国際映画祭で上映され、映画監督としてデビュー。

### 私生活
2010年に『ハリー・ポッターと死の秘宝 PART1』で共演したジェイミー・キャンベル・バウアーと交際し、約半年で婚約したが、2012年に破局し婚約を解消したと報じられた。
2022年3月、アンドリュー・ロココと結婚した。
2023年9月、出産。

## 主な出演作品

### 映画
| 公開年 | 邦題 原題                                                                   | 役名                 | 備考 |
| ------ | --------------------------------------------------------------------------- | -------------------- | ---- |
| 2001   | ハリー・ポッターと賢者の石 Harry Potter and the Sorcerer's Stone            | ジニー・ウィーズリー |      |
| 2002   | ハリー・ポッターと秘密の部屋 Harry Potter and the Chamber of Secrets        | ジニー・ウィーズリー |      |
| 2004   | ハリー・ポッターとアズカバンの囚人 Harry Potter and the Prisoner of Azkaban | ジニー・ウィーズリー |      |
| 2005   | ハリー・ポッターと炎のゴブレット Harry Potter and the Goblet of Fire        | ジニー・ウィーズリー |      |
| 2007   | ハリー・ポッターと不死鳥の騎士団 Harry Potter and the Order of the Phoenix  | ジニー・ウィーズリー |      |
| 2009   | ハリー・ポッターと謎のプリンス Harry Potter and the Half-Blood Prince       | ジニー・ウィーズリー |      |
| 2010   | ハリー・ポッターと死の秘宝 PART1 Harry Potter and the Deathly Hallows,Part1 | ジニー・ウィーズリー |      |
| 2011   | ハリー・ポッターと死の秘宝 PART2 Harry Potter and the Deathly Hallows,Part2 | ジニー・ウィーズリー |      |

### 監督
- Separate We Come, Separate We Go (2012)